# Langues lakes plain
Les langues lakes plain sont une famille de langues papoues parlées dans la province de Papouasie en Indonésie.

## Classification
Malcolm Ross (2005) place les langues lakes plain parmi les familles de langues papoues. Il en exclut cependant le tause qu'il déplace vers son hypothèse d'une famille de langues papoues occidentales « étendue » rassemblant les langues papoues occidentales stricto sensu, les langues yawa, les langues bird's head de l'Est-sentani et une langue isolée, le burmeso. Haspelmath, Hammarström, Forkel et Bank rejettent cette proposition de papou occidental étendu et maintiennent le tause dans la famille des langues lakes plain.

## Liste des langues
Les langues lake plains sont les suivantes :
- langues lakes plain
  - groupe lakes plain oriental
    - foau
    - taworta

  - groupe lakes plain de l'extrême-ouest
    - awera
    - sous-groupe rasawa-saponi
      - rasawa
      - saponi

  - groupe tariku
    - sous-groupe tariku central
      - edopi
      - iau

    - duvle
    - sous-groupe tariku oriental
      - doutai-kai-waritai
        - doutai
        - kaiy
        - kwerisa
        - papasena
        - waritai

      - eritai-obokuitai-biritai
        - biritai
        - eritai
        - obokuitai

      - sikaritai

    - sous-groupe tariku occidental
      - fayu-kirikiri
        - fayu
        - kirikiri
        - tause